# Salih Mahmoud Osman
Salih Mahmoud Osman (* Darfur, 1957 - ) es un abogado sudanés que trabaja en la Organización Sudanesa Contra la Tortura y ofrece asistencia jurídica gratuita a las víctimas de la violencia étnica del Conflicto de Darfur.
Ha sido elegido miembro del parlamento de su país y galardonado en 2005 por Human Rights Watch y en 2007 con el Premio Sajárov que otorga el Parlamento Europeo.